# Anand Deverakonda
Anand Deverakonda (Haiderabad, 16 maart 1996), is een Indiaas acteur die met name in de Telugu filmindustrie actief is. Hij maakte zijn debuut met Dorasaani (2019) waarvoor hij de Zee Cine Award-Telugu voor beste mannelijke debuut kreeg. Hij is de jongere broer van Vijay Deverakonda.

## Filmografie
| Jaar | Film                  | Rol                | Opmerking |
| ---- | --------------------- | ------------------ | --------- |
| 2019 | Dorasaani             | Raju               |           |
| 2020 | Middle Class Melodies | Raghava            |           |
| 2021 | Pushpaka Vimanam      | Chittilanka Sundar |           |
| 2022 | Highway               | Vishnu             |           |
| 2023 | Baby                  | Anand              |           |
| 2024 | Gam Gam Ganesha       | Ganesh             |           |